# Melinda Shankar
Melinda Shankar (Ottawa, Ontario; 18 de febrero de 1992) es una actriz canadiense, más conocida por su papel de Alli Bhandari en la octava temporada de Degrassi: The Next Generation y por interpretar a Mehta 'Indie' Indira en How to be Indie.

## Vida y carrera

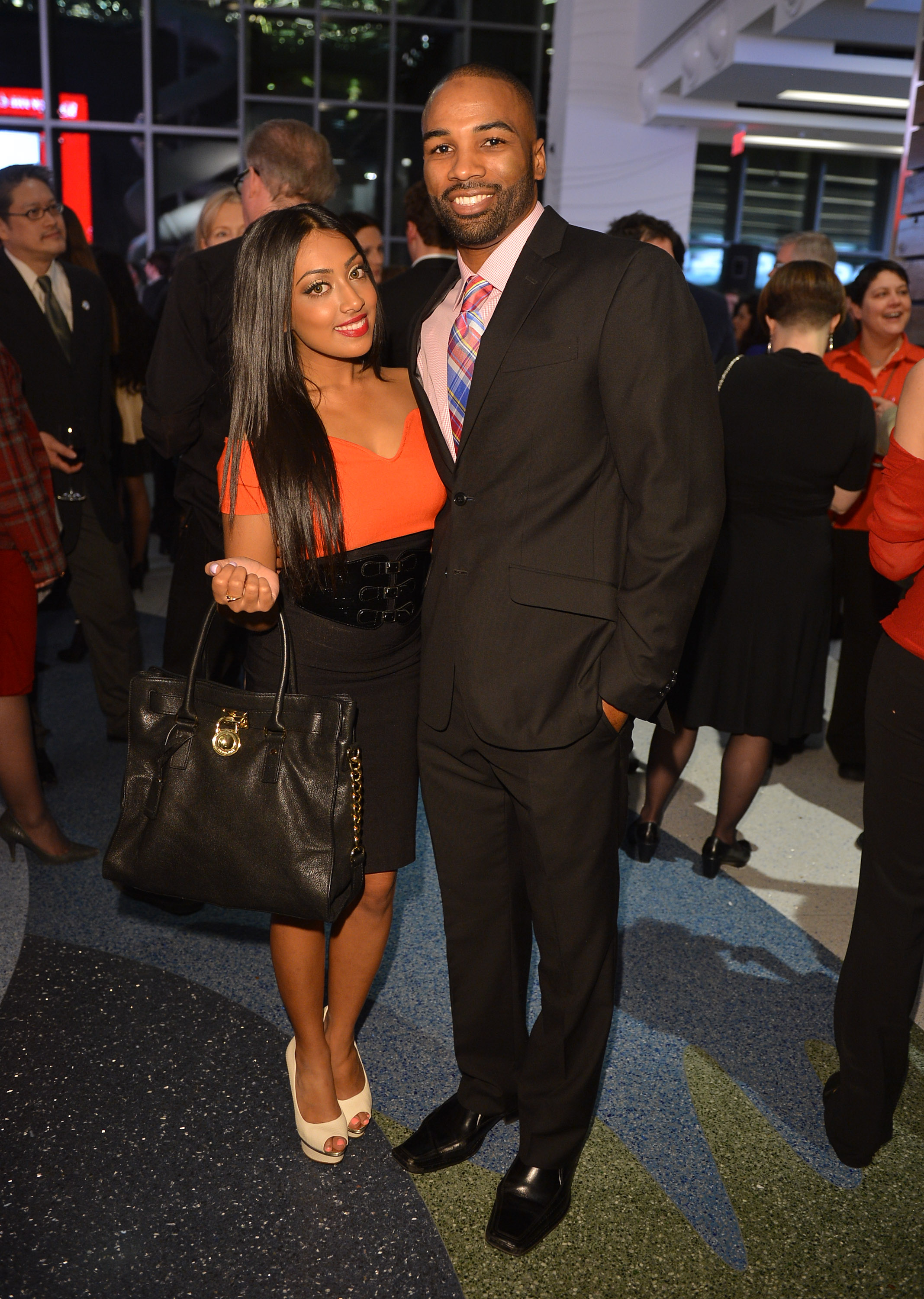
Melinda Shankar y Andra Fuller en la recepción de las nominadas a los premios Canadian Screen Awards de 2013.

Nació y creció en Ottawa y reside en Toronto (Canadá). Tiene tres hermanos: Melissa, Melanie y Shankar Michael.
Comenzó su carrera como actriz a los 10 años en comerciales para televisión, avisos impresos y algunas obras teatrales. 
Se hizo conocida por participar en la octava temporada de la serie canadiense Degrassi: The Next Generation, donde interpretó a Alli Bhandari, y por protagonizar a Mehta Indira en la serie How to be Indie. En 2010 participó en la película original de Disney Harriet la Espía: Guerra de Blogs.

## Filmografía
| Año  | Título                            | Personaje   | Notas                         |
| ---- | --------------------------------- | ----------- | ----------------------------- |
| 2010 | Harriet la Espía: Guerra de Blogs | Janie Gibbs | Disney Channel Original Movie |
| 2010 | Festival of Lights                | Reshma      |                               |

| Año         | Título                        | Personaje              | Episodios / Notas                                 |
| ----------- | ----------------------------- | ---------------------- | ------------------------------------------------- |
| 2008 - 2015 | Degrassi: The Next Generation | Alliah "Alli" Bhandari | Reparto principal, 162 episodios (temporada 8-14) |
| 2009 - 2011 | How To Be Indie               | Indira 'Indie' Mehta   | Protagonista, 52 episodios                        |
| 2017        | Slasher: Guilty Party         | Talvinder Gill         | Reparto principal, 6 episodios (temporada 2)      |